# (69159) Ivanking
(69159) Ivanking est un astéroïde de la ceinture principale.

## Description
(69159) Ivanking est un astéroïde de la ceinture principale. Il fut découvert le 7 mai 2003 aux Monts Santa Catalina par le projet CSS. Il présente une orbite caractérisée par un demi-grand axe de 2,65 UA, une excentricité de 0,23 et une inclinaison de 14,6° par rapport à l'écliptique.

## Compléments